# Belbèze-en-Comminges
Pour les articles homonymes, voir Belbèze.
Belbèze-en-Comminges est une commune française située dans le centre du département de la Haute-Garonne, en région Occitanie. Sur le plan historique et culturel, la commune fait partie du pays de Comminges, correspondant à l’ancien comté de Comminges, circonscription de la province de Gascogne située sur les départements actuels du Gers, de la Haute-Garonne, des Hautes-Pyrénées et de l'Ariège.
Exposée à un climat océanique altéré, elle est drainée par goute de chire, le ruisseau de Pujouet et par divers autres petits cours d'eau. La commune possède un patrimoine naturel remarquable composé de trois zones naturelles d'intérêt écologique, faunistique et floristique.
Belbèze-en-Comminges est une commune rurale qui compte 109 habitants en 2022, après avoir connu un pic de population de 1 096 habitants en 1846. Elle fait partie de l'aire d'attraction de Toulouse. Ses habitants sont appelés les Belbéziens ou  Belbéziennes.
Le patrimoine architectural de la commune comprend un immeuble protégé au titre des monuments historiques : le château de Beauvoir, inscrit en 1990.

## Géographie

### Localisation
La commune de Belbèze-en-Comminges se trouve dans le département de la Haute-Garonne, en région Occitanie.
Elle se situe à 62 km à vol d'oiseau de Toulouse, préfecture du département, à 25 km de Saint-Gaudens, sous-préfecture, et à 52 km de Bagnères-de-Luchon, bureau centralisateur du canton de Bagnères-de-Luchon dont dépend la commune depuis 2015 pour les élections départementales.
La commune fait en outre partie du bassin de vie de Salies-du-Salat.
Les communes les plus proches sont : 
Ausseing (2,3 km), Escoulis (2,4 km), Cérizols (2,9 km), Cassagne (3,2 km), Marsoulas (3,8 km), Plagne (3,8 km), Mazères-sur-Salat (4,3 km), Betchat (4,7 km).
Sur le plan historique et culturel, Belbèze-en-Comminges fait partie du pays de Comminges, correspondant à l’ancien comté de Comminges, circonscription de la province de Gascogne située sur les départements actuels du Gers, de la Haute-Garonne, des Hautes-Pyrénées et de l'Ariège.
Belbèze-en-Comminges est limitrophe de cinq autres communes dont une dans le département de l'Ariège.
Les communes limitrophes sont  Ausseing, Cassagne, Cérizols, Escoulis et Roquefort-sur-Garonne.
| Roquefort-sur-Garonne | Ausseing             |                   |
| Cassagne              | Belbèze-en-Comminges | Cérizols (Ariège) |
|                       | Escoulis             |                   |

### Géologie et relief
La superficie de la commune est de 956 hectares ; son altitude varie de 320  à   601 mètres.

### Hydrographie

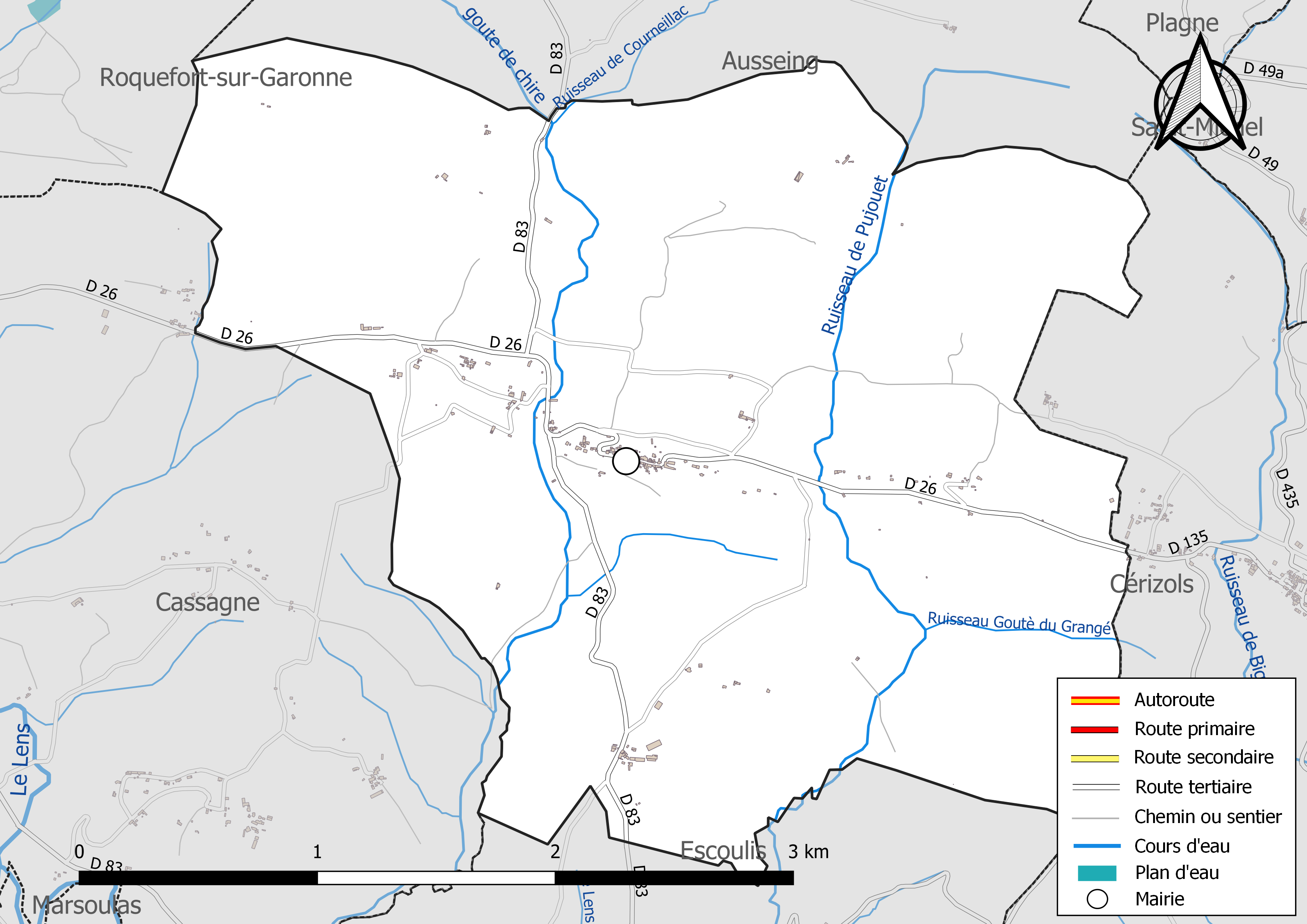
Réseaux hydrographique et routier de Belbèze-en-Comminges.

La commune est dans le bassin de la Garonne, au sein du bassin hydrographique Adour-Garonne. Elle est drainée par goute de chire, le ruisseau de Pujouet, le ruisseau de Courneillac, le ruisseau Goutè du Grangé et par deux petits cours d'eau, constituant un réseau hydrographique de 9 km de longueur totale,.

### Climat
Pour des articles plus généraux, voir Climat de l'Occitanie et Climat de la Haute-Garonne.
En 2010, le climat de la commune est de type climat océanique altéré, selon une étude s'appuyant sur une série de données couvrant la période 1971-2000. En 2020, Météo-France publie une typologie des climats de la France métropolitaine dans laquelle la commune est exposée à un climat de montagne ou de marges de montagne et est dans la région climatique Pyrénées centrales, caractérisée par une pluviométrie annuelle de 1 000 à 1 200 mm.
Pour la période 1971-2000, la température annuelle moyenne est de 12,2 °C, avec une amplitude thermique annuelle de 14,8 °C. Le cumul annuel moyen de précipitations est de 887 mm, avec 9,6 jours de précipitations en janvier et 6,5 jours en juillet. Pour la période 1991-2020, la température moyenne annuelle observée sur la station météorologique la plus proche, située sur la commune de Palaminy à 9 km à vol d'oiseau, est de 13,2 °C et le cumul annuel moyen de précipitations est de 715,2 mm,. Pour l'avenir, les paramètres climatiques de la commune estimés pour 2050 selon différents scénarios d’émission de gaz à effet de serre sont consultables sur un site dédié publié par Météo-France en novembre 2022.

### Milieux naturels et biodiversité

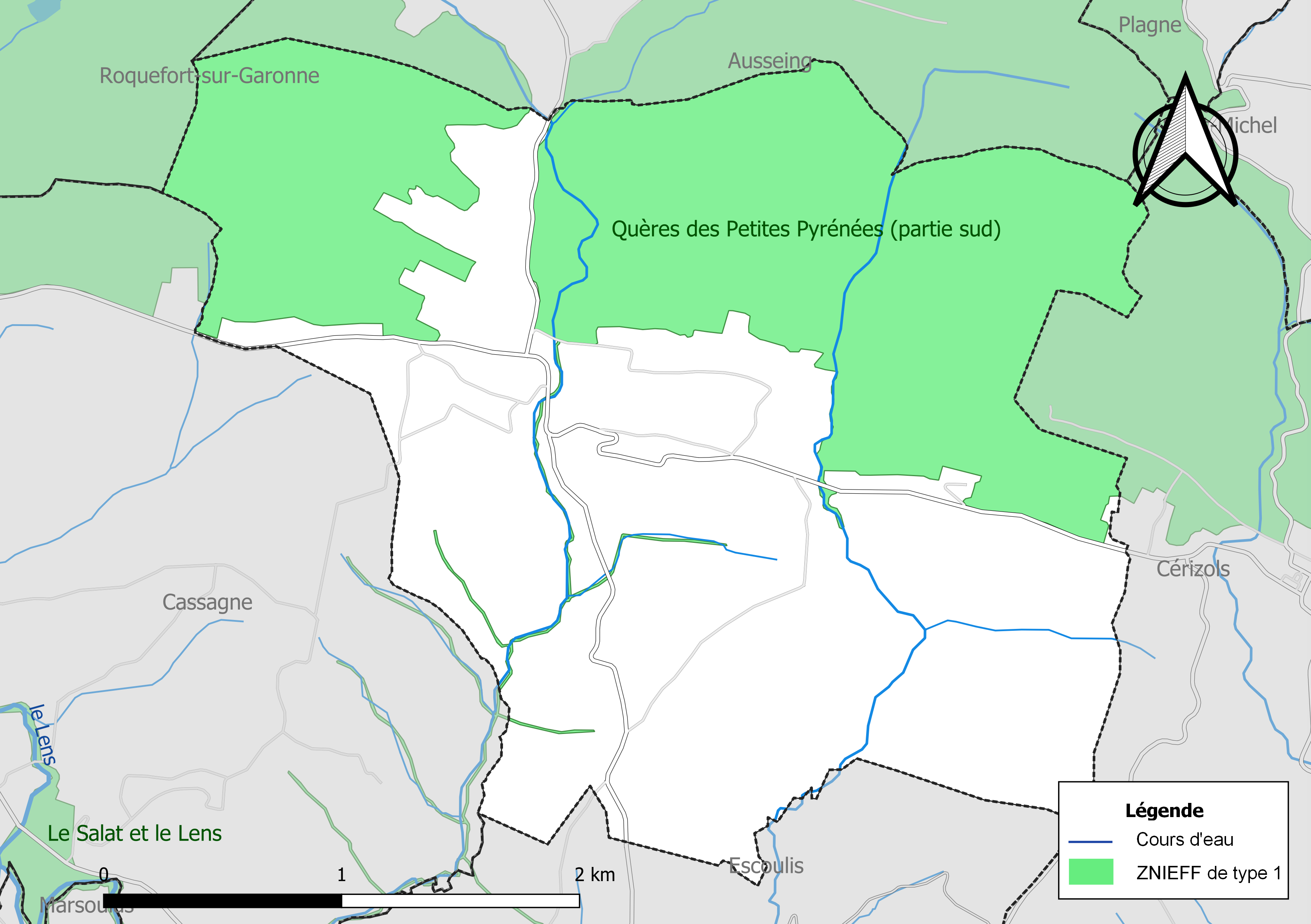
Carte des ZNIEFF de type 1 localisées sur la commune.

L’inventaire des zones naturelles d'intérêt écologique, faunistique et floristique (ZNIEFF) a pour objectif de réaliser une couverture des zones les plus intéressantes sur le plan écologique, essentiellement dans la perspective d’améliorer la connaissance du patrimoine naturel national et de fournir aux différents décideurs un outil d’aide à la prise en compte de l’environnement dans l’aménagement du territoire.
Deux ZNIEFF de type 1 sont recensées sur la commune :
« le Salat et le Lens » (713 ha), couvrant 32 communes dont 21 dans l'Ariège et 11 dans la Haute-Garonne et 
les « Quères des Petites Pyrénées (partie sud) » (3 540 ha), couvrant 12 communes dont cinq dans l'Ariège et sept dans la Haute-Garonne
et une ZNIEFF de type 2, : 
les « Petites Pyrénées en rive droite de la Garonne » (12 847 ha), couvrant 20 communes dont huit dans l'Ariège et 12 dans la Haute-Garonne.

## Urbanisme

### Typologie
Au 1er janvier 2024, Belbèze-en-Comminges est catégorisée commune rurale à habitat dispersé, selon la nouvelle grille communale de densité à sept niveaux définie par l'Insee en 2022.
Elle est située hors unité urbaine. Par ailleurs la commune fait partie de l'aire d'attraction de Toulouse, dont elle est une commune de la couronne,. Cette aire, qui regroupe 527 communes, est catégorisée dans les aires de 700 000 habitants ou plus (hors Paris),.

### Occupation des sols
L'occupation des sols de la commune, telle qu'elle ressort de la base de données européenne d’occupation biophysique des sols Corine Land Cover (CLC), est marquée par l'importance des territoires agricoles (75,1 % en 2018), une proportion identique à celle de 1990 (75,1 %). La répartition détaillée en 2018 est la suivante : 
zones agricoles hétérogènes (53,4 %), forêts (24,9 %), prairies (21,6 %). L'évolution de l’occupation des sols de la commune et de ses infrastructures peut être observée sur les différentes représentations cartographiques du territoire : la carte de Cassini (XVIIIe siècle), la carte d'état-major (1820-1866) et les cartes ou photos aériennes de l'IGN pour la période actuelle (1950 à aujourd'hui).

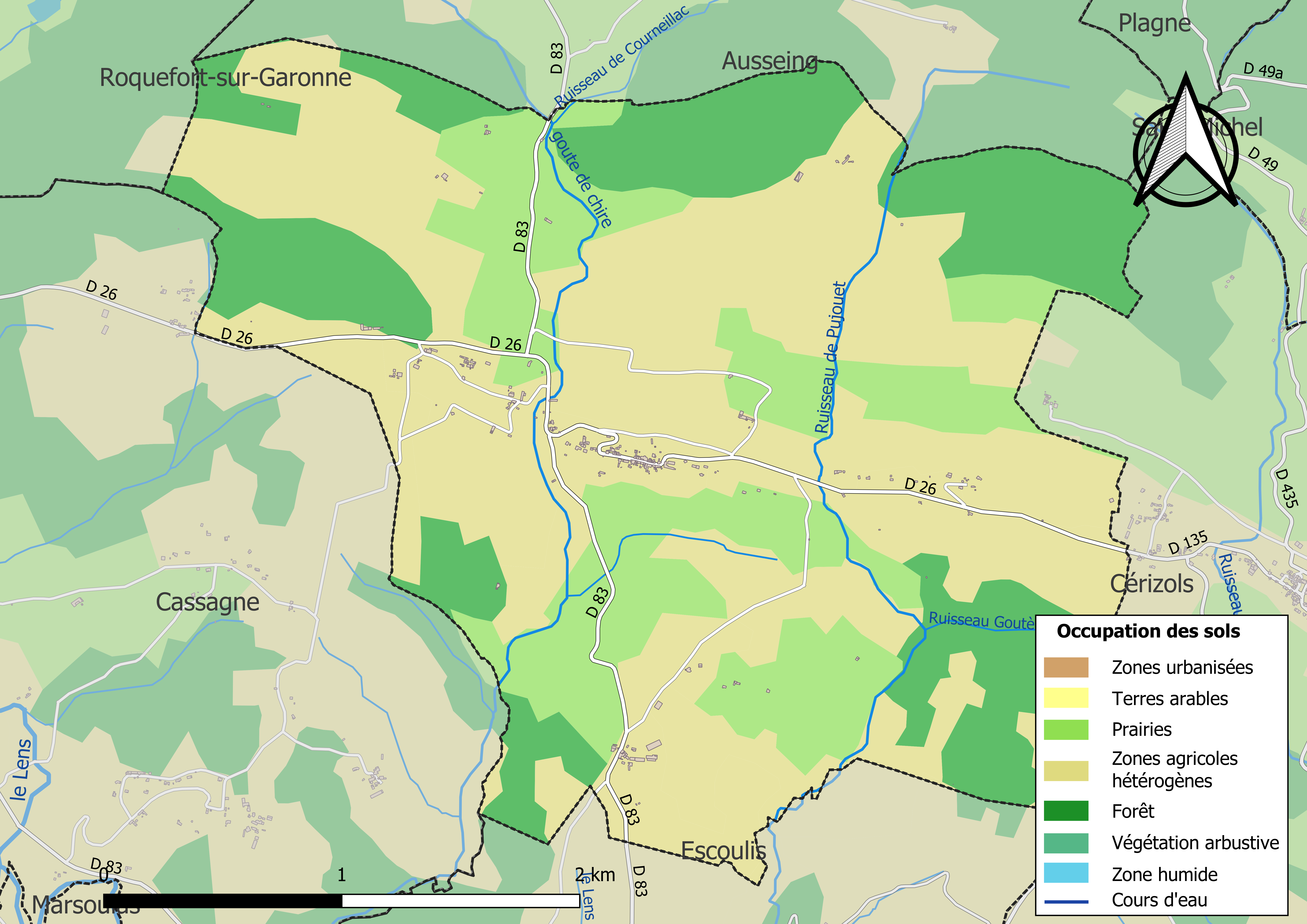
Carte des infrastructures et de l'occupation des sols de la commune en 2018 (CLC).

### Voies de communication et transports
Accès par l'A64 sortie :  21.

### Risques majeurs
Le territoire de la commune de Belbèze-en-Comminges est vulnérable à différents aléas naturels : météorologiques (tempête, orage, neige, grand froid, canicule ou sécheresse), feux de forêts et séisme (sismicité modérée). Un site publié par le BRGM permet d'évaluer simplement et rapidement les risques d'un bien localisé soit par son adresse soit par le numéro de sa parcelle.
Un plan départemental de protection des forêts contre les incendies a été approuvé par arrêté préfectoral du 25 septembre 2006. Belbèze-en-Comminges est exposée au risque de feu de forêt du fait de la présence sur son territoire du massif des Petites Pyrénées. Il est ainsi défendu aux propriétaires de la commune et à leurs ayants droit de porter ou d’allumer du feu dans l'intérieur et à une distance de 200 mètres des bois, forêts, plantations, reboisements ainsi que des landes. L’écobuage est également interdit, ainsi que les feux de type méchouis et barbecues, à l’exception de ceux prévus dans des installations fixes (non situées sous couvert d'arbres) constituant une dépendance d'habitation,

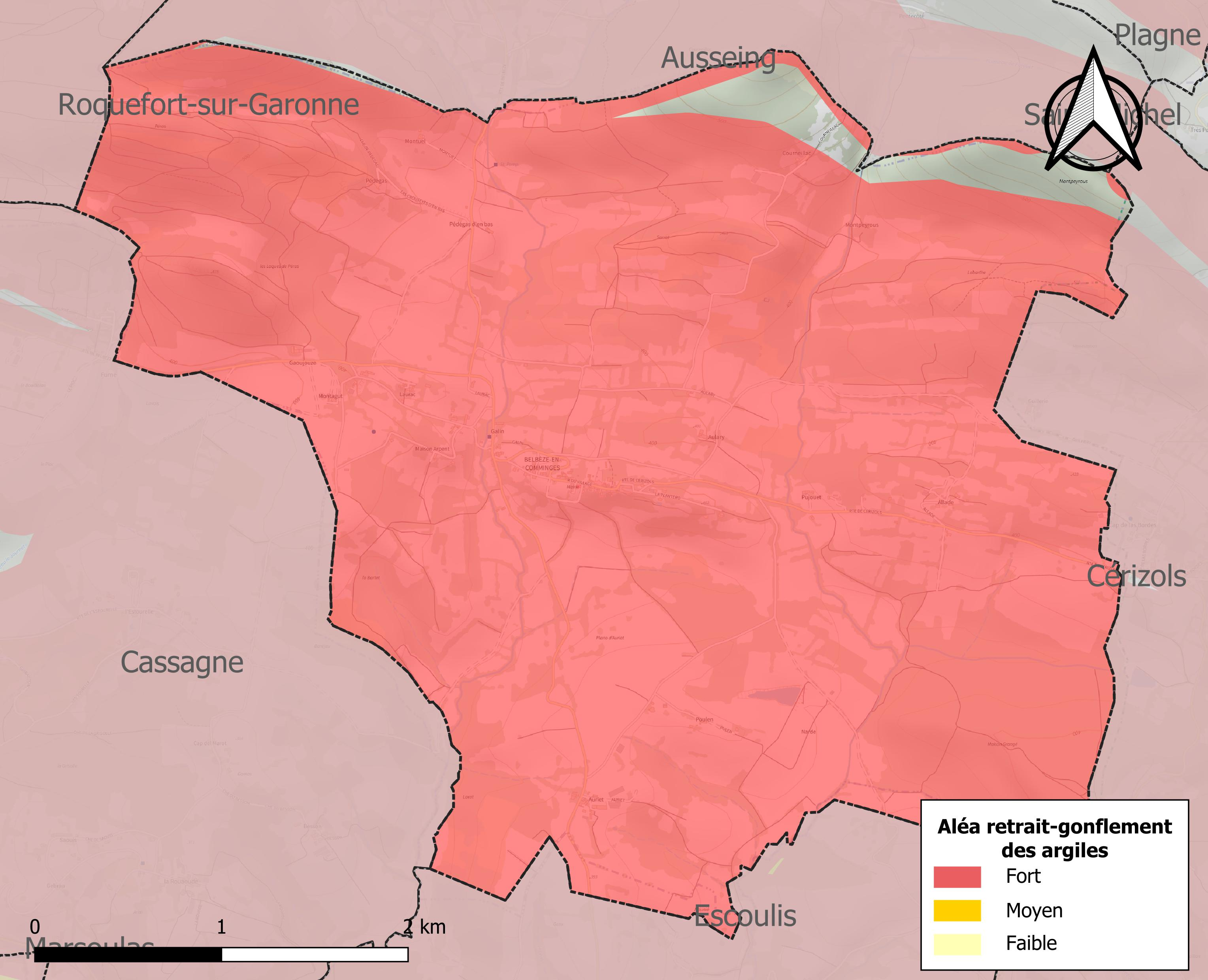
Carte des zones d'aléa retrait-gonflement des sols argileux de Belbèze-en-Comminges.

Le retrait-gonflement des sols argileux est susceptible d'engendrer des dommages importants aux bâtiments en cas d’alternance de périodes de sécheresse et de pluie. 97 % de la superficie communale est en aléa moyen ou fort (88,8 % au niveau départemental et 48,5 % au niveau national). Sur les 84 bâtiments dénombrés sur la commune en 2019, 84 sont en aléa moyen ou fort, soit 100 %, à comparer aux 98 % au niveau départemental et 54 % au niveau national. Une cartographie de l'exposition du territoire national au retrait gonflement des sols argileux est disponible sur le site du BRGM,.
Par ailleurs, afin de mieux appréhender le risque d’affaissement de terrain, l'inventaire national des cavités souterraines permet de localiser celles situées sur la commune.
Concernant les mouvements de terrains, la commune a été reconnue en état de catastrophe naturelle au titre des dommages causés par la sécheresse en 1989 et 2012 et par des mouvements de terrain en 1999.

## Toponymie
Son nom vient de l’occitan bèl et vezer, signifiant « bel aspect » ou  « belle vue », indiquant un lieu élevé. C’est la même étymologie que pour les communes nommées Beauvezer et Belvèze.

## Histoire
Carrières souterraines gallo-romaines du Pédégas.
Il existe une famille de seigneurs de Belbèze en Comminges, avec :
- Lizier de Francazal, seigneur de Belbèze en Comminges en 1581.
- Bernard de Francazal, seigneur de Belbèze en Comminges en 1613.
- Jean de Francazal, seigneur de Belbèze en Comminges en 1666.

## Politique et administration

### Administration municipale
Le nombre d'habitants au recensement de 2011 étant compris entre 100 et 499, le nombre de membres du conseil municipal pour l'élection de 2014 est de onze,.

### Rattachements administratifs et électoraux
Commune faisant partie de la huitième circonscription de la Haute-Garonne, de la communauté de communes Cagire-Garonne-Salat et du canton de Bagnères-de-Luchon (avant le redécoupage départemental de 2014, Belbèze-en-Comminges faisait partie de l'ex-canton de Salies-du-Salat et, avant le 1er janvier 2017, de la Communauté de communes du canton de Salies-du-Salat).

### Liste des maires
| Période                                  | Période  | Identité      | Étiquette | Qualité     |
| ---------------------------------------- | -------- | ------------- | --------- | ----------- |
| Les données manquantes sont à compléter. |          |               |           |             |
| juin 1995                                | En cours | Raymond Joube | DVD       | Agriculteur |

## Population et société

### Démographie
L'évolution du nombre d'habitants est connue à travers les recensements de la population effectués dans la commune depuis 1793. Pour les communes de moins de 10 000 habitants, une enquête de recensement portant sur toute la population est réalisée tous les cinq ans, les populations de référence des années intermédiaires étant quant à elles estimées par interpolation ou extrapolation. Pour la commune, le premier recensement exhaustif entrant dans le cadre du nouveau dispositif a été réalisé en 2008.

En 2022, la commune comptait 109 habitants, en évolution de −1,8 % par rapport à 2016 (Haute-Garonne : +8,02 %, France hors Mayotte : +2,11 %).
| 1793 | 1800 | 1806 | 1821 | 1831  | 1836  | 1841  | 1846  | 1851  |
| ---- | ---- | ---- | ---- | ----- | ----- | ----- | ----- | ----- |
| 732  | 749  | 867  | 999  | 1 025 | 1 015 | 1 048 | 1 096 | 1 037 |

| 1856 | 1861 | 1866 | 1872 | 1876 | 1881 | 1886 | 1891 | 1896 |
| ---- | ---- | ---- | ---- | ---- | ---- | ---- | ---- | ---- |
| 936  | 847  | 890  | 793  | 795  | 752  | 670  | 606  | 564  |

| 1901 | 1906 | 1911 | 1921 | 1926 | 1931 | 1936 | 1946 | 1954 |
| ---- | ---- | ---- | ---- | ---- | ---- | ---- | ---- | ---- |
| 552  | 538  | 523  | 418  | 413  | 387  | 407  | 418  | 213  |

| 1962 | 1968 | 1975 | 1982 | 1990 | 1999 | 2006 | 2008 | 2013 |
| ---- | ---- | ---- | ---- | ---- | ---- | ---- | ---- | ---- |
| 188  | 139  | 125  | 130  | 108  | 116  | 109  | 107  | 109  |

| 2018 | 2022 | - | - | - | - | - | - | - |
| ---- | ---- | - | - | - | - | - | - | - |
| 115  | 109  | - | - | - | - | - | - | - |

| selon la population municipale des années : | 1968 | 1975 | 1982 | 1990 | 1999 | 2006 | 2009 | 2013 |
| Rang de la commune dans le département      | 328  | 481  | 435  | 451  | 438  | 456  | 469  | 470  |
| Nombre de communes du département           | 592  | 582  | 586  | 588  | 588  | 588  | 589  | 589  |

### Enseignement
Belbèze-en-Comminges fait partie de l'académie de Toulouse.

### Sports
Chasse, randonnée,

## Économie

### Emploi
|                | 2008  | 2013  | 2018  |
| -------------- | ----- | ----- | ----- |
| Commune        | 1,9 % | 5,2 % | 7,8 % |
| Département    | 7,7 % | 9,6 % | 9,3 % |
| France entière | 8,3 % | 10 %  | 10 %  |

En 2018, la population âgée de 15 à 64 ans s'élève à 64 personnes, parmi lesquelles on compte 79,7 % d'actifs (71,9 % ayant un emploi et 7,8 % de chômeurs) et 20,3 % d'inactifs,. Depuis 2008, le taux de chômage communal (au sens du recensement) des 15-64 ans est inférieur à celui de la France et du département.
La commune fait partie de la couronne de l'aire d'attraction de Toulouse, du fait qu'au moins 15 % des actifs travaillent dans le pôle,. Elle compte 20 emplois en 2018, contre 15 en 2013 et 14 en 2008. Le nombre d'actifs ayant un emploi résidant dans la commune est de 46, soit un indicateur de concentration d'emploi de 43,3 % et un taux d'activité parmi les 15 ans ou plus de 50,5 %.
Sur ces 46 actifs de 15 ans ou plus ayant un emploi, 11 travaillent dans la commune, soit 24 % des habitants. Pour se rendre au travail, 76,1 % des habitants utilisent un véhicule personnel ou de fonction à quatre roues, 6,5 % les transports en commun, 4,3 % s'y rendent en deux-roues, à vélo ou à pied et 13 % n'ont pas besoin de transport (travail au domicile).

### Activités hors agriculture
10 établissements sont implantés  à Belbèze-en-Comminges au 31 décembre 2019.
Le secteur de l'administration publique, l'enseignement, la santé humaine et l'action sociale est prépondérant sur la commune puisqu'il représente 20 % du nombre total d'établissements de la commune (2 sur les 10 entreprises implantées  à Belbèze-en-Comminges), contre 16,6 % au niveau départemental.

### Agriculture
|               | 1988 | 2000 | 2010 | 2020 |
| ------------- | ---- | ---- | ---- | ---- |
| Exploitations | 22   | 8    | 5    | 5    |
| SAU (ha)      | 419  | 465  | 470  | 445  |

La commune est dans le Volvestre, une petite région agricole localisée dans l'est du département de la Haute-Garonne, constituée de collines de terrefort à fortes pentes autrefois consacrées à l’élevage s’orientent aujourd’hui vers les grandes cultures. En 2020, l'orientation technico-économique de l'agriculture  sur la commune est l'élevage bovin, orientation mixte lait et viande. Cinq exploitations agricoles ayant leur siège dans la commune sont dénombrées lors du recensement agricole de 2020 (22 en 1988). La superficie agricole utilisée est de 445 ha,,.

## Culture locale et patrimoine

### Lieux et monuments
- Église Saint-Michel.

### Personnalités liées à la commune
- Patrice Bertrand Bonnet (1879-1964), architecte Prix de Rome, mort sur la commune.

## Pour approfondir